# Алан (ансамбль)
Государственный академический ансамбль танца «Ала́н» (осет. Цæгат Ирыстоны Паддзахадон ансамбл «Алан») — государственный ансамбль песни, музыки и пляски Северной Осетии. Основан в 1938 году Указом Управления по Искусству СОВНАРКОМа СОАССР.

## История именования
- 1938—1966 гг. — Государственный ансамбль песни, музыки и пляски СОАССР.
- 1945—1966 гг. — Государственный ансамбль песни и танца СОАССР.
- 1966—1968 гг — Государственный ансамбль народного танца СОАССР.
- 1968—1988 гг. — Государственный ансамбль народного танца «Алан».
- 1988—1997 гг. — Государственный ордена Дружбы Народов ансамбль народного танца «Алан».
- 1997—2012 гг — Государственный академический ордена Дружбы Народов ансамбль народного танца «Алан».
- 2012 г.— Государственный академический ордена Дружбы Народов ансамбль танца «Алан».

## История
- 1938 год — 17го сентября Управлением по делам Искусства Совета Народных Комиссаров Северо-Осетинской АССР (Председатель Совета НК К.Кулов, управ.делами Совета НК Н.Сувоенко) был создан государственный ансамбль песни, музыки и пляски со штатом управления 6 человек. Первым руководителем был назначен Татаркан Кокойты. Первый коллектив был укомплектован артистами, победителями смотра художественной самодеятельности, в числе которых были каменщики и шахтёры, трактористы и кукурузоводы. Первые концерты были показаны уже через несколько недель репетиций перед жителями г. Орджоникидзе, а затем и перед тружениками колхозов республики.
- 1939 год — первые гастроли за пределы республики по городам и сёлам Украины и России случились при художественном руководителе Ахполате Аликове.
- 1941—1942 гг. — Великая Отечественная война. Работа прервана.
- 1943—1945 — Работа ансамбля продолжилась под руководством Е. Колесникова. Гастроли в Грузии, Азербайджане, Дагестане, в городах Пятигорск, Кисловодск, Ессентуки.
- 1946—1949 — Гастроли на Дальнем Востоке, в республиках Средней Азии, в городах Поволжья. Художественный руководитель Татаркан Кокойты.
- 1950—1951 — Художественный руководитель А. Максимов.
- 1952—1967 — Ансамбль становится Лауреатом Всесоюзного и международного конкурсов на VI Всемирном фестивале молодёжи и студентов в Москве. Первые зарубежные гастроли в ГДР. Участие в декаде осетинского искусства и литературы в Москве и дней осетинской культуры и искусства в Ленинграде и Ленинградской области. Гастроли по городам Средней Азии и Казахстана. Художественные руководители: Г. Гуржибеков, Дуда Хаханов, А. Ачеев, В. Темиряев. Балетмейстер-постановщик периода 1966—1967 — студент ГИТИСа Хаджисмел Варзиев.
- 1968—1972 — Победитель Всероссийского смотра-конкурса. Лауреат IX Всемирного фестиваля молодёжи и студентов в Софии (Диплом — «Лучший балетмейстер» — Хаджисмел Варзиев). Лауреат Фестиваля «Русская зима» (1969). Гастроли в Бирме (1971 год). Художественный руководитель и главный балетмейстер Хаджисмел Варзиев. Директор Р. Гудиев.
- 1974—1976 — Гастроли в Ленинграде, в Восточной Сибири и Западной Сибири, на Урале, Поволжье, Закавказье. Художественный руководитель Ж. Кабоева. Директор Л. Цебоева. Балетмейстер И. Гафт.
- 1976—1977 — Художественный руководитель Ю. Бараков. Директор С. Кантемиров.
- 1977—1985 — Гастроли в Берлине, Лейпциге, Дрездене, Амстердаме, Праге, Софии, Стокгольме, Кабуле, Бейруте, по городам Бельгии, Иордании, Ирака, Италии.
- 1985 — Диплом XII Всемирного фестиваля молодёжи и студентов в Москве. Художественный руководитель Альбина Баева. Директора С. Бритаев, Р. Гудиев, Г. Каргинов.
- 1985—1986 — Директор В. Темиряев.
- 1986—1987 — Гастроли в Бирме — Директор Т. Н. Хетагуров. Художественный руководитель и главный балетмейстер Хаджисмел Варзиев.
- 1987— Гастроли во Вьетнаме. — Звание «Почётный гражданин Хошимина». Художественный руководитель и главный балетмейстер Хаджисмел Варзиев. Директор Т. Н. Хетагуров.
- 1988 — Гастроли в Индии — Орден Дружбы народов. Художественный руководитель и главный балетмейстер Хаджисмел Варзиев. Директор Т. Н. Хетагуров.
- 1989— Гастроли в Италии — Награждение Республиканской премией им. К. Л. Хетагурова. Художественный руководитель и главный балетмейстер Хаджисмел Варзиев. Директор Т. Н. Хетагуров.
- 1990—1996 — Золотая медаль Международного фестиваля пяти континентов в г. Дижон (Франция). Кубок Международного фестиваля г. Аттина (Италия). Директор С. Козаев.
- 1996—1997 — Художественный руководитель О. Хубаев.
- 1997—2003 — Присвоено звание «Академический». Участие в праздновании 850-летнего юбилея Москвы.
- 2000 — Премия в области искусств «Золотой Аполлон». Директор и художественный руководитель Л. Цебоева.
- 2003—2004 — Гастроли в Китае и по городам России. Директор Г. Калоев.
- 2005—2010 — Обладатель Премии Правительства Российской Федерации. Директор Ю. Магкаев.
- 2011—2016 — Художественный руководитель Э.Кубалов.
- 2016—2016 — Художественный руководитель Т.Сикоев.
- 2016—2017 — Художественный руководитель В.Суанов.
- 2017— н.в. — Художественный руководитель Р.Тедеев.

## Пресса и люди об ансамбле
- «„Алан“ — это имя, это история, это эпоха». — Народный артист России, профессор Владимир Захаров.
- «Танцевальный ансамбль Северной Осетии „Алан“ продемонстрировал великолепное сочетание традиционного кавказского танца с элементами классического балета».

Сирия, газета «Ас-Сауро», 30 июня 1974 г.
- «На публику произвели ошеломительное впечатление воинственные энергичные танцы, блистательно исполненные мужской группой Осетинского ансамбля танца „Алан“. Сила и элегантность, быстрота, ловкость и грация, прекрасное исполнение танца были встречены бурными овациями зрителей, большую часть которых составляла молодёжь».

Германия, «Майлерг Цайтунг», 23 марта 1995 г.
- «Участник Международного фольклорного XVI фестиваля в Аттине (Италия) Северо-Осетинский Госансамбль „Алан“ представляет традиционные танцы Осетии и других регионов. Большим успехом у зрителей пользуются национальные осетинские инструменты: гармоники, доулы и дала-фандыры. Ведущие танцоры исполняют танцы под звуки замечательного хора и оркестра».

Италия, Аттина, Август 1994 г.
- «Это Государственный ансамбль, постоянно повышающий свой профессионализм, имеет широкий репертуар исключительно уникальных танцев. Среди них: „Девичий танец“, темпераментный мужской танец „Орлиное племя“, жанровая миниатюра „Девушка с характером“ и комическая композиция „Несчастные влюблённые“. Об исключительной оригинальности „Алана“ свидетельствует танец „Симд“, дошедший до нас с древнейших времён».

Италия, Иттири, 1994 г.
- «Плавные танцы „Симд“, „Хонга“ (Приглашение), „Девичий танец“, полны магической символики и сказочной грациозности. Настроение танца передаётся каждым движением рук, наклоном головы, взмахом ресниц. Цветовая гамма костюмов, мелодичное сопровождение оркестра и певцов — всё это великое мастерство исполнителей». — Народный артист России Бимболат Ватаев.
- «Даже если бы осетины создали только один танец „Симд“, они были бы великой нацией». — Поэт Кайсын Кулиев.
- «Какое море звуков, мелодий, юмора! Не верилось, что такие модулятивные мелодии таятся в недрах народа: не один гениальный композитор позавидует подобным танцам». — Композитор Виктор Долидзе.
- «…Любой танец ансамбля — маленькая новелла, рассказывающая о жизни народа. Артисты сумели постичь душу народного танца, в котором сама жизнь, её радость и красота!».

Журнал «Культура и Жизнь» 1960 г.
- «… Искусство — это язык, связывающий все народы мира. Эту истину подтвердил ансамбль „Алан“ во время своих блестящих выступлений в Иордании».

Иордания, газета «Ар-Рай», 1974 г.
- «Особый интерес зрителей всегда вызывают лучшие образы осетинского народного творчества».

«Вечерняя Москва», 24 ноября, 1954 г.

## Хореографический репертуар
- Симд / (массовый танец);
- Сиргæ кафт / «Плавный танец» (сольный танец);
- Хонгæ кафт / «Танец приглашения» (трёхпарный танец);
- Аланты кафт / «Танец аланов» (массовый мужской);
- Фыййауты кафт / «Танец пастухов» (массовый мужской);
- Чызджыты кафт / «Девичий танец» (массовый женский);
- Уæлахизон / «Поединок» (сольный танец);
- Хохаг ерысы кафт / «Горский танец» (массовый мужской);
- Хъаматимæ кафт / «Танец с кинжалами»;
- Цæргæсты знæм / «Орлиное племя»;
- Доултимæ кафт / «Танец с доулами»;
- Уацамонгæйы къус / «Чаша Уацамонга»;
- Танец с трещотками;
- Абхазский танец;
- Аварский девичий танец (массовый женский);
- Азербайджанский девичий танец «Мирзалай возгалы» (массовый женский);
- Аджарский танец «Ган да Ган»;
- Грузинский танец «Картули» (парный танец);
- Ингушский танец; (массовый мужской  ты танец ставился до 1992 года, снят с репертуара)
- Кабардинский танец «Кафа»;
- Лезгинский танец;
- Шой (обрядовый танец);
- Шуточный танец «Влюблённые неудачники»;
- Болгарский танец.

## Награды
- Лауреат государственной премии имени Коста Хетагурова (Северная Осетия) (1977)